# Тевфік Одабаші
Тевфік Одабаші (тур. Tevfik Odabaşı; нар. 20 жовтня 1981, район Сунгурлу, іл Чорум) — турецький борець вільного стилю, переможець та срібний призер чемпіонатів Європи, учасник двох Олімпійських ігор. 

## Біографія
Боротьбою почав займатися з 1988 року. Був бронзовим призером чемпіонату світу 1997 року серед кадетів та срібним призером чемпіонату світу 2000 року серед юніорів. Виступав за клуби «TMO» з Анкари та «Amasya Seker».

## Виступи на Олімпіадах
| Змагання                    | Збірна    | Вагова категорія | Місце |
| --------------------------- | --------- | ---------------- | ----- |
| Літні Олімпійські ігри 2004 | Туреччина | 60 кг            | 15    |
| Літні Олімпійські ігри 2008 | Туреччина | 60 кг            | 11    |

## Виступи на Чемпіонатах світу
| Змагання                        | Збірна    | Вагова категорія | Місце |
| ------------------------------- | --------- | ---------------- | ----- |
| Чемпіонат світу з боротьби 2003 | Туреччина | 60кг             | 6     |
| Чемпіонат світу з боротьби 2005 | Туреччина | 60 кг            | 10    |
| Чемпіонат світу з боротьби 2006 | Туреччина | 60 кг            | 15    |
| Чемпіонат світу з боротьби 2007 | Туреччина | 60 кг            | 5     |

## Виступи на Чемпіонатах Європи
| Змагання                         | Збірна    | Вагова категорія | Місце  |
| -------------------------------- | --------- | ---------------- | ------ |
| Чемпіонат Європи з боротьби 2001 | Туреччина | 58 кг            | 7      |
| Чемпіонат Європи з боротьби 2004 | Туреччина | 60 кг            | Золото |
| Чемпіонат Європи з боротьби 2005 | Туреччина | 60 кг            | 9      |
| Чемпіонат Європи з боротьби 2006 | Туреччина | 60 кг            | Срібло |
| Чемпіонат Європи з боротьби 2008 | Туреччина | 60 кг            | 12     |

## Виступи на Кубках світу
| Змагання                    | Збірна    | Вагова категорія | Місце |
| --------------------------- | --------- | ---------------- | ----- |
| Кубок світу з боротьби 2010 | Туреччина | 60 кг            | 13    |

## Виступи на інших змаганнях
| Змагання                                                  | Збірна    | Вагова категорія | Місце  |
| --------------------------------------------------------- | --------- | ---------------- | ------ |
| Гран-прі Німеччини з боротьби 2001                        | Туреччина | 58 кг            | Золото |
| Середземноморські ігри 2001                               | Туреччина | 58 кг            | Золото |
| Чемпіонат світу з боротьби серед військовослужбовців 2003 | Туреччина | 60 кг            | Бронза |
| Середземноморські ігри 2005                               | Туреччина | 60 кг            | Срібло |
| Літня Універсіада 2005                                    | Туреччина | 60 кг            | Срібло |
| Золотий Гран-прі з боротьби 2008                          | Туреччина | 60 кг            | Срібло |